# Bartosz Huzarski
Bartosz Huzarski (Świdnica, Baixa Silèsia, 27 d'octubre de 1980) és un ciclista polonès, professional des del 2002 fins al 2016.
En el seu palmarès destaquen diverses classificacions secundàries de la Volta a Polònia, la Szlakiem Grodów Piastowskich de 2008 i etapes a la Setmana Internacional Coppi i Bartali i la Setmana Ciclista Lombarda.

## Palmarès
- 2003
  - Vencedor d'una etapa de la Cursa de la Pau
- 2005
  - Vencedor d'una etapa del Bałtyk-Karkonosze Tour
  - Vencedor de la classificació de la muntanya a la Volta a Polònia
- 2005
  - Vencedor de la classificació de la muntanya a la Volta a Polònia
- 2008
  - 1r a la Szlakiem Grodów Piastowskich
- 2010
  - Vencedor d'una etapa de la Setmana Internacional Coppi i Bartali
  - Vencedor d'una etapa de la Setmana Ciclista Lombarda
- 2012
  - Vencedor d'una etapa de la Cursa de Solidarność i els Atletes Olímpics
- 2013
  - Vencedor de la classificació de les metes volants de la Volta a Polònia

### Resultats al Giro d'Itàlia
- 2009. 102è de la classificació general
- 2012. 70è de la classificació general

### Resultats al Tour de França
- 2014. 68è de la classificació general
- 2015. 108è de la classificació general
- 2016. 39è de la classificació general

### Resultats a la Volta a Espanya
- 2016. Abandona (10a etapa)